# Dschochar Mussajewitsch Dudajew

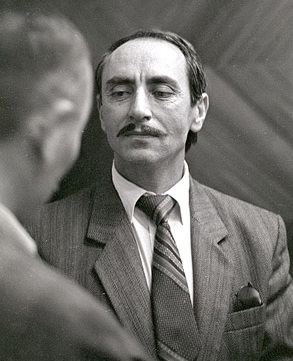
Dschochar Mussajewitsch Dudajew

Dschochar Mussajewitsch Dudajew (tschetschen. Дуди Муса кІант Джохар; russisch Джохар Мусаевич Дудаев; * 15. Februar 1944 in Perwomaiskoje, Tschetschenisch-Inguschetische ASSR; † 21. April 1996 in Gechi-Tschu) war vom 27. Oktober 1991 bis zu seinem Tod der erste Präsident der Tschetschenischen Republik Itschkerien.

## Leben

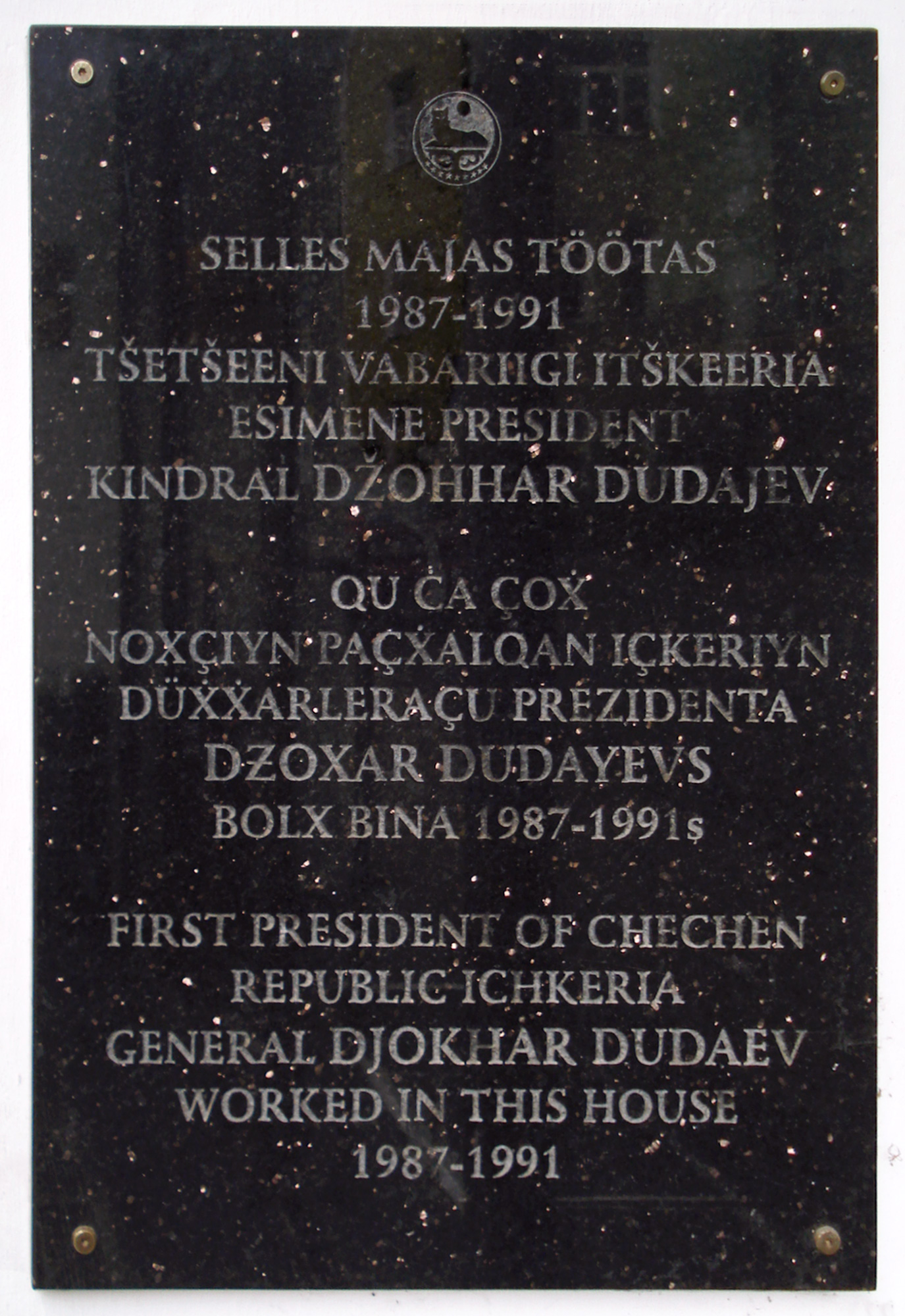
Gedenktafel für Dudajew in Tartu

Dschochar Dudajew wurde in Tschetschenien geboren. Einige Wochen darauf wurde seine Familie im Zuge der stalinistischen Repressionsmaßnahmen gegen die Tschetschenen nach Kasachstan deportiert, konnte 1957 jedoch in ihre alte Heimat zurückkehren.
Bis zum Zerfall der Sowjetunion diente Dudajew als Berufsoffizier der Sowjetarmee bei einem strategischen Bomberverband der Luftstreitkräfte in Sibirien, der Ukraine und zuletzt in Tartu in der Estnischen SSR. In Estland entwickelte er große Sympathien für den estnischen Nationalismus. 1987 erreichte er den Rang eines Generalmajors. Dudajew nahm am Krieg in Afghanistan teil und bekämpfte dabei die islamischen Mudschahedin.
Er war seit 1967 mit seiner russischstämmigen Frau Alla verheiratet, mit der er drei Kinder hatte. 1968 trat Dudajew der KPdSU bei.
Dudajew schied 1990 aus dem Militär aus und kehrte in seine tschetschenische Heimat nach Grosny zurück. Als 1991 der Augustputsch in Moskau scheiterte, distanzierte sich die Führungselite Tschetscheno-Inguschetiens um Doku Sawgajew nicht öffentlich von den Putschisten. Die Sowjetunion brach nach dem Putsch innerhalb weniger Monate zusammen. In Tschetschenien übernahmen Dudajew und seine Unterstützer in einem Putsch daraufhin das Parlament, die staatlichen Medien und die wichtigsten Regierungsgebäude. Der russlandtreue Sawgajew wurde abgesetzt.
Dudajew wurde am 27. Oktober 1991 Präsident der Tschetschenischen Republik, die aus der Spaltung der ehemaligen Tschetscheno-Inguschischen Autonomen Sozialistischen Sowjetrepublik entstanden war. Im Gegensatz zu Tschetschenien war Inguschetien der Russischen Föderation beigetreten. Den Amtseid leistete Dudajew auf den Koran. Er erklärte am 1. November 1991 einseitig die Unabhängigkeit Tschetscheniens von der Russischen Föderation als Tschetschenische Republik Itschkeria. Internationale Anerkennung blieb Tschetschenien jedoch verwehrt, lediglich Georgien erkannte 1991 kurzzeitig dessen Unabhängigkeit an.
Unter seiner Führung stürzte das nun de facto unabhängige Tschetschenien in eine schwere wirtschaftliche Krise und es kam zu Protesten gegen seine Regierung. Im April 1993 löste er das Parlament und das Verfassungsgericht in Tschetschenien auf und führte das Land in einen bürgerkriegsähnlichen Zustand. Im selben Jahr wurde Russisch von den Lehrplänen tschetschenischer Schulen gestrichen. Die Tschetschenische Sprache wurde vom kyrillischen auf das lateinische Alphabet umgestellt. Nicht-tschetschenische Bevölkerungsgruppen, die 1989 über ein Drittel der Bevölkerung darstellten, sowie auch zahlreiche Tschetschenen verließen das Land.
Ab 1. Februar 1995 lief eine russlandweite Fahndung nach ihm. Es gab mehrere, von Russland finanzierte Putschversuche gegen Dudajew, die jedoch alle scheiterten.
Dudajew wurde am 21. April 1996 beim gezielten Raketenschlag einer russischen  Suchoi Su-24 im tschetschenischen Dorf Gechi-Tschu im Rajon Urus-Martan getötet, nachdem es der Besatzung eines Mi-24-Hubschraubers gelungen war, sein Satellitentelefonsignal zu orten.

## Bedeutung
In einem Fernsehinterview 1995 prophezeite Dudajew:
```
   "Tschetschenien hat [Russlands] Appetit ein wenig gezügelt, aber nicht gestoppt. Auf der Krim wird es noch ein Gemetzel geben. Die Ukraine wird mit Russland noch unversöhnlich aneinandergeraten. Solange der ‹Russismus› existiert, wird er seine Ambitionen niemals aufgeben. Jetzt wollen sie unter dem Label ‹slawisch› die Ukraine und Weissrussland nach altem Muster unterwerfen, Stärke gewinnen, und dann geht es weiter . . ."
[
4
]
```

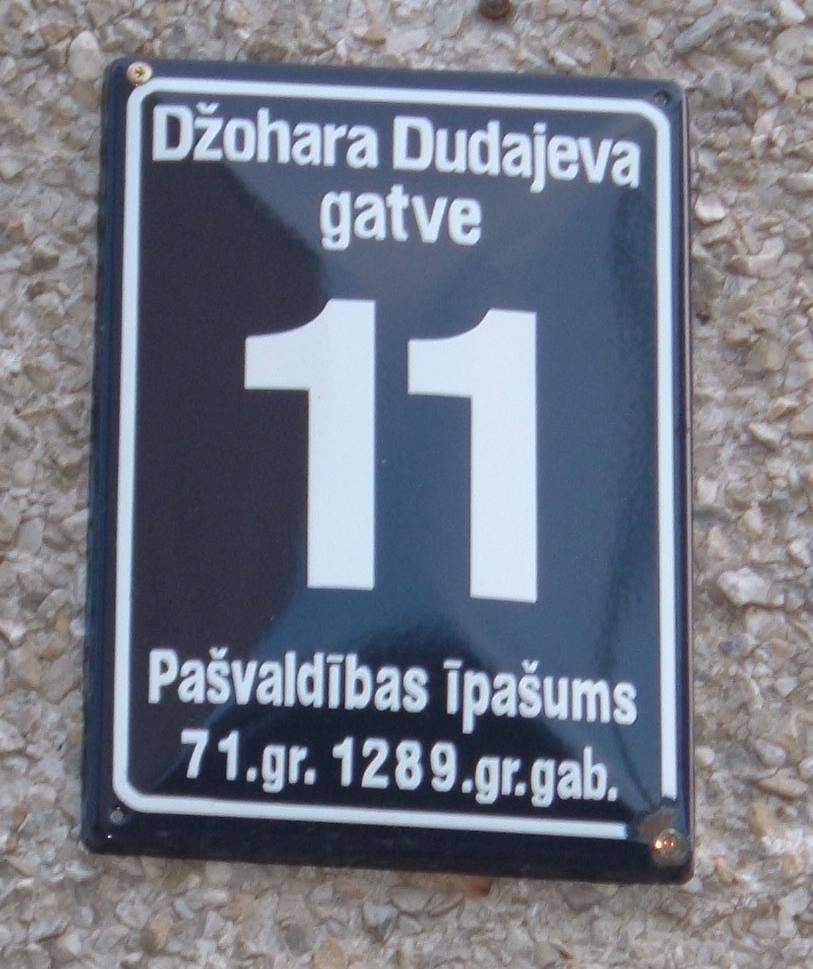
Hausnummer in der Džohara Dudajeva gatve in Riga

Nach seinem Tod stieg der Ruhm Dudajews: als „Nationalheld“ wurde er von den Separatisten zum Schahid erhoben und in mehreren ehemaligen Sowjetrepubliken gilt er als Symbol für die Unabhängigkeit von Russland. Entsprechend wurden einige Straßen und Plätze nach ihm benannt:
- Ankara: Cahar Dudayev Meydanı (Dschochar-Dudajew-Platz)
- Chmelnyzkyj: Вулиця Джохара Дудаєва (Dschochar-Dudajew-Straße, 2015)[5]
- Iwano-Frankiwsk: Вулиця Джохара Дудаєва (Dschochar-Dudajew-Straße, 1996)
- İzmir: Cahar Dudayev Bulvarı (Dschochar-Dudajew-Boulevard)
- Lemberg: Вулиця Джохара Дудаєва (Dschochar-Dudajew-Straße, 1996)
- Riga: Džohara Dudajeva gatve (Dschochar-Dudajew-Allee, 1996)
- Vilnius: Džocharo Dudajevo skveras (Dschochar-Dudajew-Platz)
- Warschau: Rondo Dżochara Dudajewa (Dudajew-Kreisverkehr, 2005)

Während des Krieges in der Ukraine seit 2014 wurde ein an der Seite der ukrainischen Armee kämpfendes Bataillon aus tschetschenischen Freiwilligen nach ihm benannt.